# Marcus Banks
Pour les articles homonymes, voir Banks.
Arthur Lemarcus Banks III est un joueur américain de basket-ball né le 19 novembre 1981 à Las Vegas dans le Nevada.

## Carrière
Il fait sa carrière universitaire dans l'équipe des Rebels de l'UNLV.
Il est sélectionné à la draft de 2003 par les Grizzlies de Memphis en 13e choix.
Par la suite, il joue successivement pour les Celtics de Boston, les Timberwolves du Minnesota, les Suns de Phoenix.
Il arrive au Heat de Miami après avoir été échangé avec Shawn Marion contre Shaquille O'Neal durant la saison 2008.
Puis, il est envoyé avec Marion aux Raptors de Toronto le 13 février 2009, contre Jamario Moon et Jermaine O'Neal.
Début 2014, il signe à Nancy, dans le championnat français.